# 林道站
林道站（日语：／ Hayashimichi eki */?）是位於香川縣高松市、屬於高松琴平電氣鐵道（琴電）長尾線的車站。車站編號為N04，現時為無人車站。車站名稱取自車站西邊的林町（舊高松機場的所在地），該處設有市道木太林線（通稱：舊空港通）。由於道路附近一帶進行了新的發展，得使車站重開。此外，在舊地圖中，本站站名以音讀標記，而非現時採用訓讀的串法。
曾經此站西邊300米處設有木太西口站，隨著此站重開，該站被廢止。

## 車站構造
現時為簡易式車站，不設有站房，月台兩端均為可進出的無障礙斜道出入口，售票機設於西北端出口一方。每邉出入口均設置了對應出、入閘的IC卡感應器一對。

### 月台配置
側式月台1個，長度為50米，其中近40米的長度均設有上蓋，並在其月台背面加裝了鐵皮版。列車進站時，往高松築港方向為右側上落；往長尾方向為左側上落。
| 路線     | 方向 | 目的地         | 備註 |
| -------- | ---- | -------------- | ---- |
| ■ 長尾線 | 上行 | 高松築港方向   |      |
| ■ 長尾線 | 下行 | 平木、長尾方向 |      |

## 歷史
- 1912年4月30日：高松電氣軌道車站啟用[1]。
- 1934年：一度廢站。
- 1954年8月1日：車站重開。
- 2025年2月25日：地元連鎖烏冬店「花丸烏冬麵（日语：はなまるうどん）」投得了本站的副站名命名，為期一年[2][3][4]，以紀念該公司位於木太町內、剛好開業25年的第1號分店。

## 使用狀況
本站是長尾線內，繼瓦町站後最多人使用的車站（但不計算直通運轉區間）。
| 1日上落人數推斷 | 1日上落人數推斷 |
| 年度            | 1日平均人數     |
| --------------- | --------------- |
| 2011            | 1,566           |
| 2012            | 1,633           |
| 2013            | 1,726           |
| 2014            | 1,694           |
| 2015            | 1,729           |
| 2016            | 1,821           |
| 2017            | 1,932           |
| 2018            | 2,015           |
| 2019            | 1,975           |
| 2020            | 1,542           |
| 2021            | 1,542           |
| 2022            | 1,670           |

## 相鄰車站
高松琴平電氣鐵道
■長尾線
花園（N03）－林道（N04）－木太東口（N05）

## 外部連結
- 高松琴平電鐵林道站資訊 （页面存档备份，存于）（日語）